# Abdullah Tariki
Abdullah ibn Hamoud Tariki (født 19. marts 1919, død 7. september 1997) (arabisk: عبدالله الطريقي), også kendt som den Røde Sheikh, var en saudiarabisk politiker og embedsmand: Han var den første olieminister i Saudiarabien, og han blev udnævnt af kong Saud ved oprettelsen af stillingen i december 1960 og sad frem til 9. marts 1962. Han var medgrundlægger af Organization of Petroleum Exporting Countries (OPEC) sammen med Venezuelas minister Juan Pablo Pérez Alfonso.

## Karriere
Efter uddannelse i USA vendte Tariki tilbage til Saudi-Arabien, hvor han arbejdede for finansministeriet i Dammam fra maj 1953 til december 1954. Han fungerede som tolk i den første del af sin karriere hos ministeriet. I december 1954 blev Tariki udnævnt som direktør for olie- og mineralafdelingen af finansministeriet.
Tarikis arbejde i ledelsen involverede at behandle statistik over olieproduktionen, som Aramco styrede, og analyser af samme, som han præsenterede for den saudi-arabiske kongefamilie. Taraki var en af de første kritikere af Aramco, da han argumenterede for, at amerikanske selskaber skulle konsultere mere med saudiaraberne om udforskning, udvinding og salg af olien. Han opfordrede til nationalisering af arabisk olie. For at opnå dette mål gik han sammen med Venezuelas mineminister, Juan Pablo Perez Alfonso, stærkt ind for oprettelsen af OPEC, og de endte med at blive medgrundlæggere i september 1960.
Ministeriet for olie og mineralressourcer blev oprettet i Saudi-Arabien i december 1960, og Tariki blev udnævnt som den første olieminister. Tariki sluttede sig til prins Talal bin Abdulazizs lejr, Free Princes Movement, i 1961, og de anklagede kronprins Faisal, den senere kong Faisal, for korruption. Tariki blev en af bevægelsens stærke allierede. Han påstod at have bevis for, at Kamal Adham, der var prins Faisals svoger, fik 2 % i profit fra det arabiske olieselskab, der var blevet grundlagt af Saudi-Arabien og Japan.
Tariki blev fjernet fra sin post som minister af prins Faisal i 1962. Han blev efterfulgt af Ahmed Zaki Yamani som olieminister. Yamani fyrede også Tariki fra Aramcos bestyrelse.